# Liopsetta pinnifasciata
Liopsetta pinnifasciata is een straalvinnige vissensoort uit de familie van schollen (Pleuronectidae). De wetenschappelijke naam van de soort is voor het eerst geldig gepubliceerd in 1870 door Kner.